# IC 5351
IC 5351 ist eine Elliptische Galaxie vom Hubble-Typ E/S0 im Sternbild Fische auf der Ekliptik. Sie ist rund 288 Millionen Lichtjahre von der Milchstraße entfernt und hat einen Durchmesser von etwa 40.000 Lichtjahren.

Im selben Himmelsareal befinden sich u. a. die Galaxien IC 5352, IC 5356, IC 5357, IC 5359.
Das Objekt wurde am 28. Oktober 1889 von Edward Barnard entdeckt.